# لويد كريستي
لويد كريستي (بالإنجليزية: Lloyd Christie)‏ مواليد 28 فبراير 1962 في لندن، هو ملاكم محترف بريطاني سابق صنّف ضمن فئة وزن خفيف الوسط.

## إحصائيات
خاض خلال مسيرته 46 نزالا، فاز في 24 وتعادل في 1 وخسر في 21. فاز بالضربة القاضية في 19 نزالا.

## روابط خارجية
- لويد كريستي على موقع بوكس ريك (الإنجليزية) (registration required)